# Norrmjöleån
Norrmjöleån är ett cirka 20 km långt kustmynnande vattendrag i södra Västerbotten, Umeå kommun. Ån rinner upp i Bjännsjön, avvattnar jordbruksområdena vid Djäkneböle, där det största biflödet Fällbäcken ansluter sig från vänster, och löper vidare genom ängar och myrar förbi E4:an fram till byn Norrmjöle, där den forsar mot sin mynning i Mjölefjärden i Bottenviken. Den övre delen av Norrmjöleån kallas även för Djäknebölsbäcken eller Djäknebölsån.
I anslutning till ån finns en sumpskog med äldre barrblandskog. Ett flertal fritidshus kantar ån och vattenuttag är vanligt förekommande.
Ån har i Umeå kommuns naturinventering fått naturvärdesklass 3 – högt naturvärde.